# サマー・クラーク
サマー・クラーク（summer clerk）とは、ある程度の規模のある法律事務所において、ロー・スクール在学中又は卒業後の学生などのために設けられた夏期休暇中の短期間の研修制度における研修生をいう。法律事務所によっては、サマー・アソシエイト、サマー・インターン、サマー・プログラムなどといった表現を用いる。日本においても、法科大学院制度の開始とともに、大手法律事務所を中心にこのような制度が採用されている。なお、大学院において単位を取得できるエクスターンシップとは違って、サマー・クラークには給与が支払われるのが特徴である。学生からすれば、実務にふれるとともに就職を希望する法律事務所に自分を売り込むチャンスであり、法律事務所からすれば、将来の採用における重要な判断材料としての意義がある。